# Olympische Sommerspiele 2016/Leichtathletik – Diskuswurf (Männer)

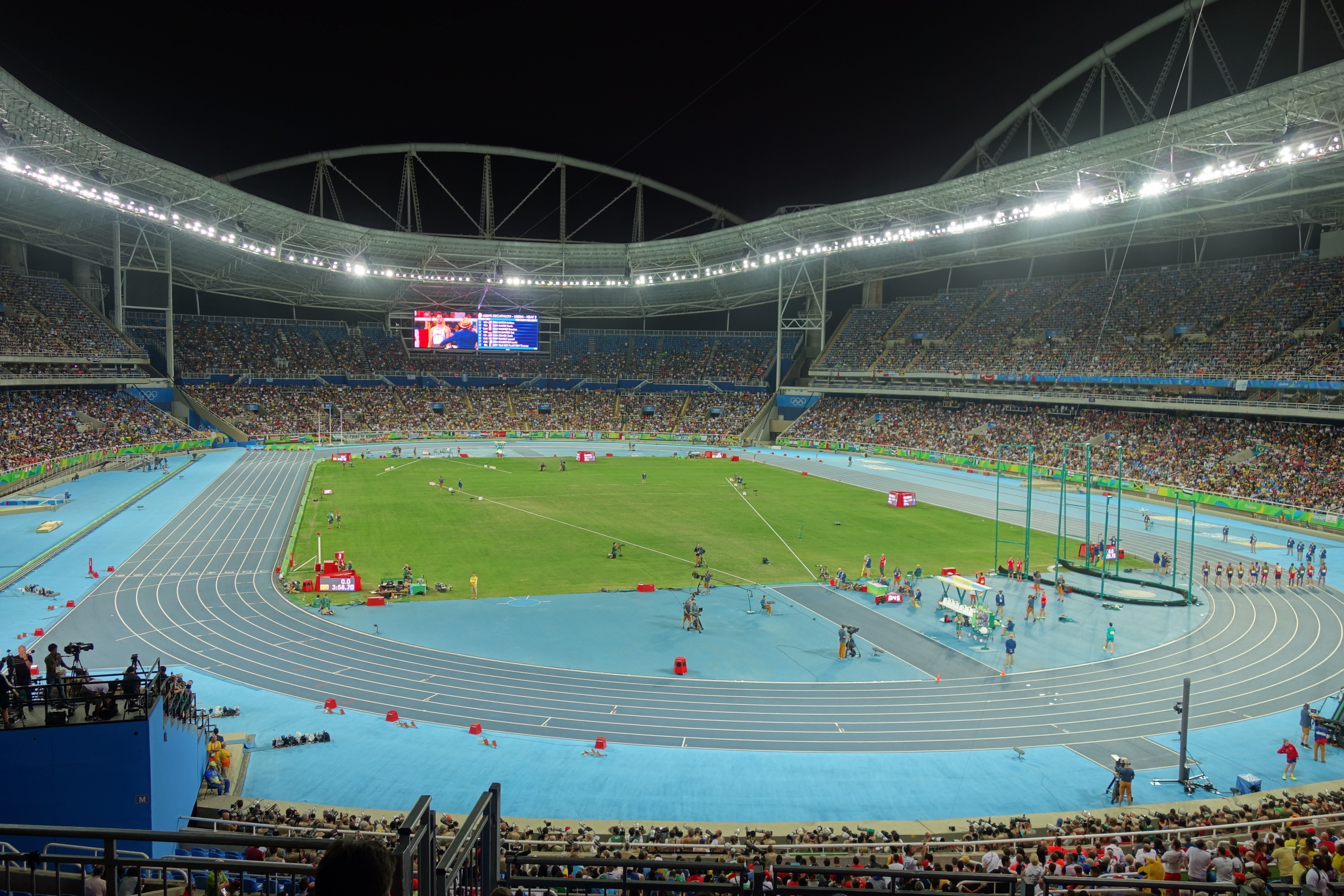
Innenraum des Estádio Olímpico João Havelange während der Spiele von Rio

Der Diskuswurf der Männer bei den Olympischen Spielen 2016 in Rio de Janeiro wurde am 12. und 13. August 2016 im Estádio Olímpico João Havelange ausgetragen. 35 Athleten nahmen teil.
Olympiasieger wurde der Deutsche Christoph Harting, der vor dem Polen Piotr Małachowski gewann. Bronze ging an den Deutschen Daniel Jasinski.
Für Deutschland startete neben den beiden Medaillengewinnern auch Christoph Hartings Bruder, der Olympiasieger von 2012 Robert Harting, der in der Qualifikation scheiterte.

Der Österreicher Lukas Weißhaidinger erreichte das Finale und belegte Rang sechs.

Athleten aus der Schweiz und Liechtenstein nahmen nicht teil.

## Aktuelle Titelträger
| Olympiasieger                         | Robert Harting ( Deutschland) | 68,27 m | London 2012    |
| Weltmeister                           | Piotr Małachowski ( Polen)    | 67,40 m | Peking 2015    |
| Europameister                         | Piotr Małachowski ( Polen)    | 67,06 m | Amsterdam 2016 |
| Nord-/Zentralamerika-/Karibik-Meister | Russ Winger ( USA)            | 60,68 m | San José 2015  |
| Südamerika-Meister                    | Mauricio Ortega ( Kolumbien)  | 61,36 m | Lima 2015      |
| Asienmeister                          | Vikas Gowda ( Indien)         | 62,03 m | Wuhan 2015     |
| Afrikameister                         | Victor Hogan ( Südafrika)     | 61,68 m | Durban 2016    |
| Ozeanienmeister                       | Alex Rose ( Samoa)            | 60,95 m | Cairns 2015    |

## Bestehende Rekorde
| Weltrekord         | Jürgen Schult ( DDR)         | 74,08 m | Neubrandenburg, DDR (heute Deutschland) | 6. Juni 1986    |
| Olympischer Rekord | Virgilijus Alekna ( Litauen) | 69,89 m | Finale OS Athen, Griechenland           | 23. August 2004 |

Der bestehende olympische Rekord wurde bei diesen Spielen nicht erreicht. Der weiteste Wurf gelang dem deutschen Olympiasieger Christoph Harting in seinem sechsten Versuch im Finale am 13. August auf 68,37 m. Damit blieb er 1,52 m unter dem Olympia- und 5,71 m unter dem Weltrekord.

## Legende
Kurze Übersicht zur Bedeutung der Symbolik – so üblicherweise auch in sonstigen Veröffentlichungen verwendet:
| – | verzichtet |
| x | ungültig   |

Anmerkungen:
- Alle Zeitangaben sind auf die Ortszeit Rio (UTC-3) bezogen.
- Alle Weiten sind in Metern (m) angegeben.

## Qualifikation
Die Qualifikation wurde in zwei Gruppen durchgeführt. Zwei Teilnehmer (hellblau unterlegt) übertrafen die direkte Finalqualifikationsweite von 65,50 m. Damit war die Mindestanzahl von zwölf Finalteilnehmern nicht erreicht. So wurde das Finalfeld mit zehn weiteren Wettbewerbern (hellgrün unterlegt) aus beiden Gruppen nach den nächstbesten Weiten aufgefüllt. Für die Teilnahme am Finale waren schließlich 62,68 m zu erbringen.

### Gruppe A

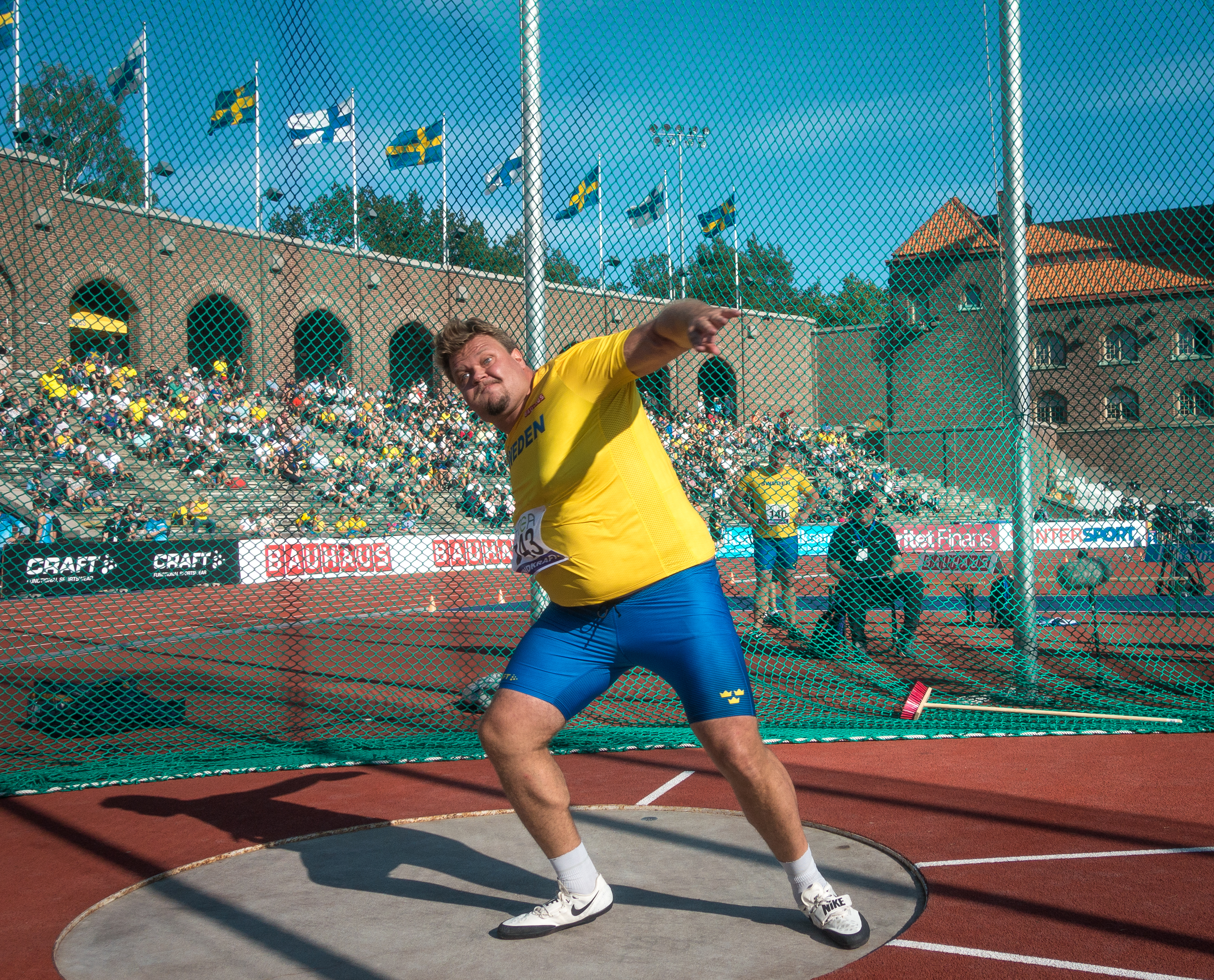
Daniel Ståhl – ausgeschieden mit 62,26 m
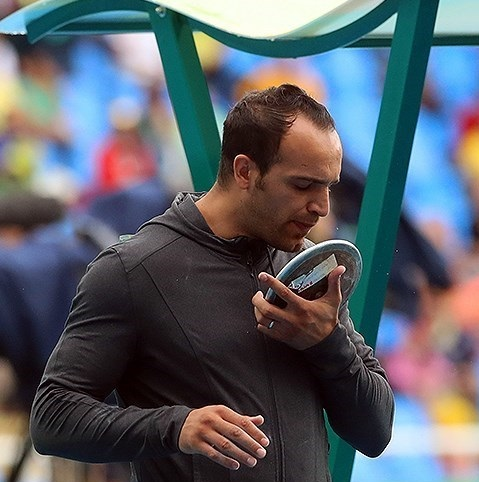
Mohammad Samimi – ausgeschieden mit 56,94 m

12. August 2016, 9.30 Uhr
| Platz | Name                      | Nation        | 1. Versuch | 2. Versuch | 3. Versuch | Weite (m) |
| ----- | ------------------------- | ------------- | ---------- | ---------- | ---------- | --------- |
| 1     | Piotr Małachowski         | Polen         | 64,69      | 65,89      | –          | 65,89     |
| 2     | Lukas Weißhaidinger       | Österreich    | 63,43      | 65,86      | –          | 65,86     |
| 3     | Andrius Gudžius           | Litauen       | 59,50      | x          | 65,18      | 65,18     |
| 4     | Gerd Kanter               | Estland       | 62,86      | 64,02      | x          | 64,02     |
| 5     | Daniel Jasinski           | Deutschland   | x          | 62,83      | 61,30      | 62,83     |
| 6     | Daniel Ståhl              | Schweden      | 60,78      | x          | 62,26      | 62,26     |
| 7     | Andrew Evans              | USA           | x          | 61,87      | x          | 61,87     |
| 8     | Benn Harradine            | Australien    | 60,82      | 60,85      | 55,68      | 60,85     |
| 9     | Jorge Fernández           | Kuba          | 59,93      | 60,43      | 60,09      | 60,43     |
| 10    | Mykyta Nesterenko         | Ukraine       | 57,87      | 60,28      | 60,31      | 60,31     |
| 11    | Tavis Bailey              | USA           | x          | 59,81      | 59,25      | 59,81     |
| 12    | Lois Maikel Martínez      | Spanien       | x          | 59,42      | x          | 59,42     |
| 13    | Alex Rose                 | Samoa         | 57,24      | 56,57      | 54,42      | 57,24     |
| 14    | Mahmoud Samimi            | Iran          | 56,94      | 55,43      | 56,07      | 56,94     |
| 15    | Jewgenij Labutow          | Kasachstan    | 55,54      | 54,02      | 54,82      | 55,54     |
| 16    | Sultan Mubarak al-Dawoodi | Saudi-Arabien | x          | 54,09      | 54,84      | 54,84     |
| 17    | Fedrick Dacres            | Jamaika       | x          | x          | 50,69      | 50,69     |

### Gruppe B

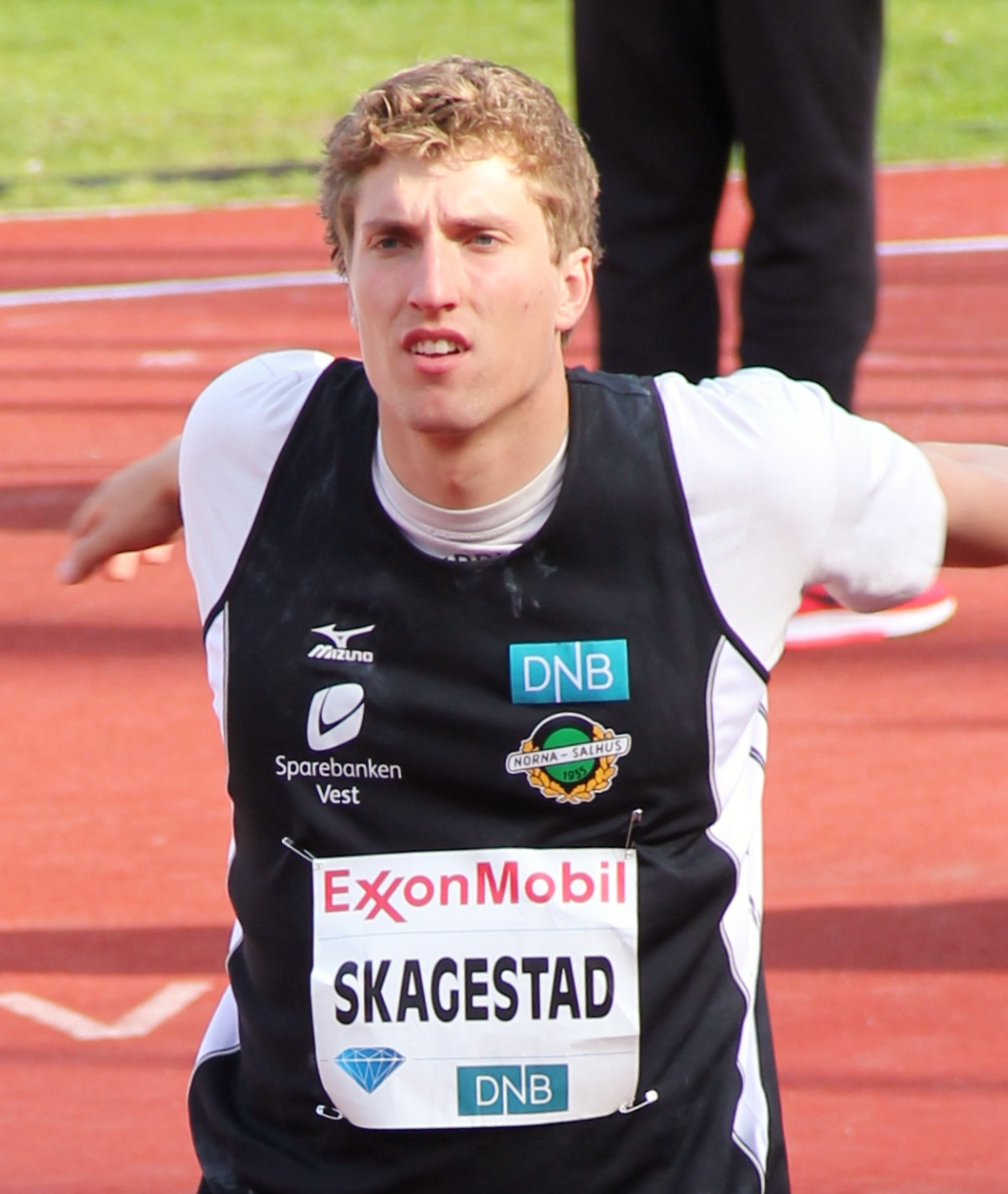
Sven Martin Skagestad – ausgeschieden mit 62,45 m
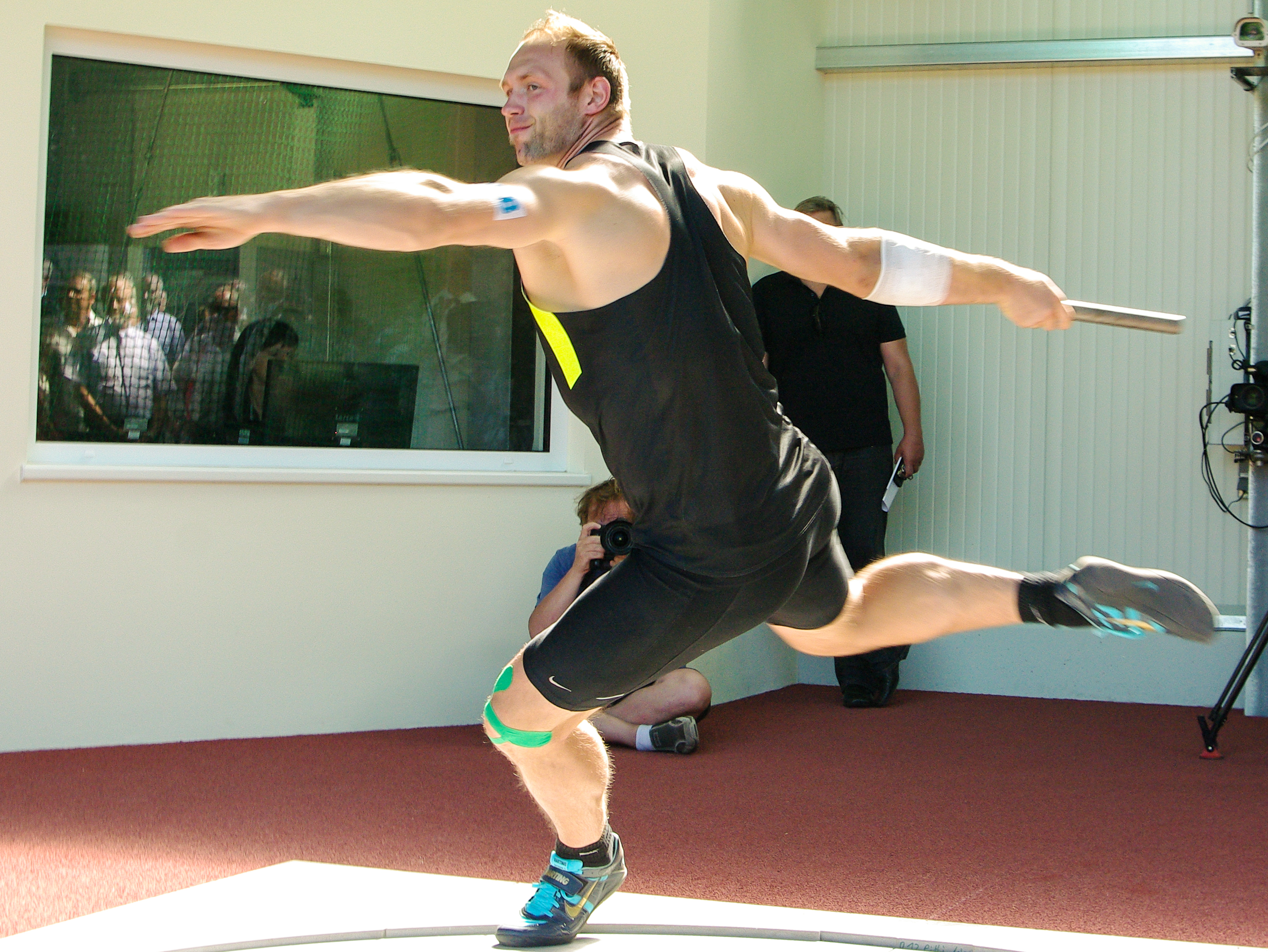
Robert Harting – ausgeschieden mit 62,21 m

12. August 2016, 10.55 Uhr
| Platz | Name                   | Nation      | 1. Versuch | 2. Versuch | 3. Versuch | Weite (m) |
| ----- | ---------------------- | ----------- | ---------- | ---------- | ---------- | --------- |
| 1     | Christoph Harting      | Deutschland | x          | 64,49      | 65,41      | 65,41     |
| 2     | Mason Finley           | USA         | 61,52      | 62,55      | 63,68      | 63,68     |
| 3     | Axel Härstedt          | Schweden    | 63,58      | x          | x          | 63,58     |
| 4     | Apostolos Parellis     | Zypern      | 61,60      | 63,35      | 61,74      | 63,35     |
| 5     | Zoltán Kővágó          | Ungarn      | 59,83      | 63,34      | 61,57      | 63,34     |
| 6     | Martin Kupper          | Estland     | 61,15      | 62,92      | x          | 62,92     |
| 7     | Philip Milanov         | Belgien     | 62,68      | 62,59      | x          | 62,68     |
| 8     | Sven Martin Skagestad  | Norwegen    | 59,69      | 62,45      | x          | 62,45     |
| 9     | Robert Harting         | Deutschland | x          | x          | 62,21      | 62,21     |
| 10    | Robert Urbanek         | Polen       | x          | 61,76      | 61,53      | 61,76     |
| 11    | Mauricio Ortega        | Kolumbien   | x          | 61,62      | x          | 61,62     |
| 12    | Matthew Denny          | Australien  | 60,78      | 61,16      | x          | 61,16     |
| 13    | Guðni Valur Guðnason   | Island      | 53,51      | 60,45      | 59,37      | 60,45     |
| 14    | Ehsan Hadadi           | Iran        | 57,86      | 59,92      | 60,15      | 60,15     |
| 15    | Jennifer Frank Casañas | Spanien     | x          | 57,81      | 59,96      | 59,96     |
| 16    | Vikas Gowda            | Indien      | 57,59      | 58,99      | 58,70      | 58,99     |
| 17    | Oleksij Semenow        | Ukraine     | 54,69      | 54,59      | 55,35      | 55,35     |
| NM    | Danijel Furtula        | Montenegro  | x          | x          | x          | ogV       |

Weitere in Qualifikationsgruppe B ausgeschiedene Diskuswerfer:

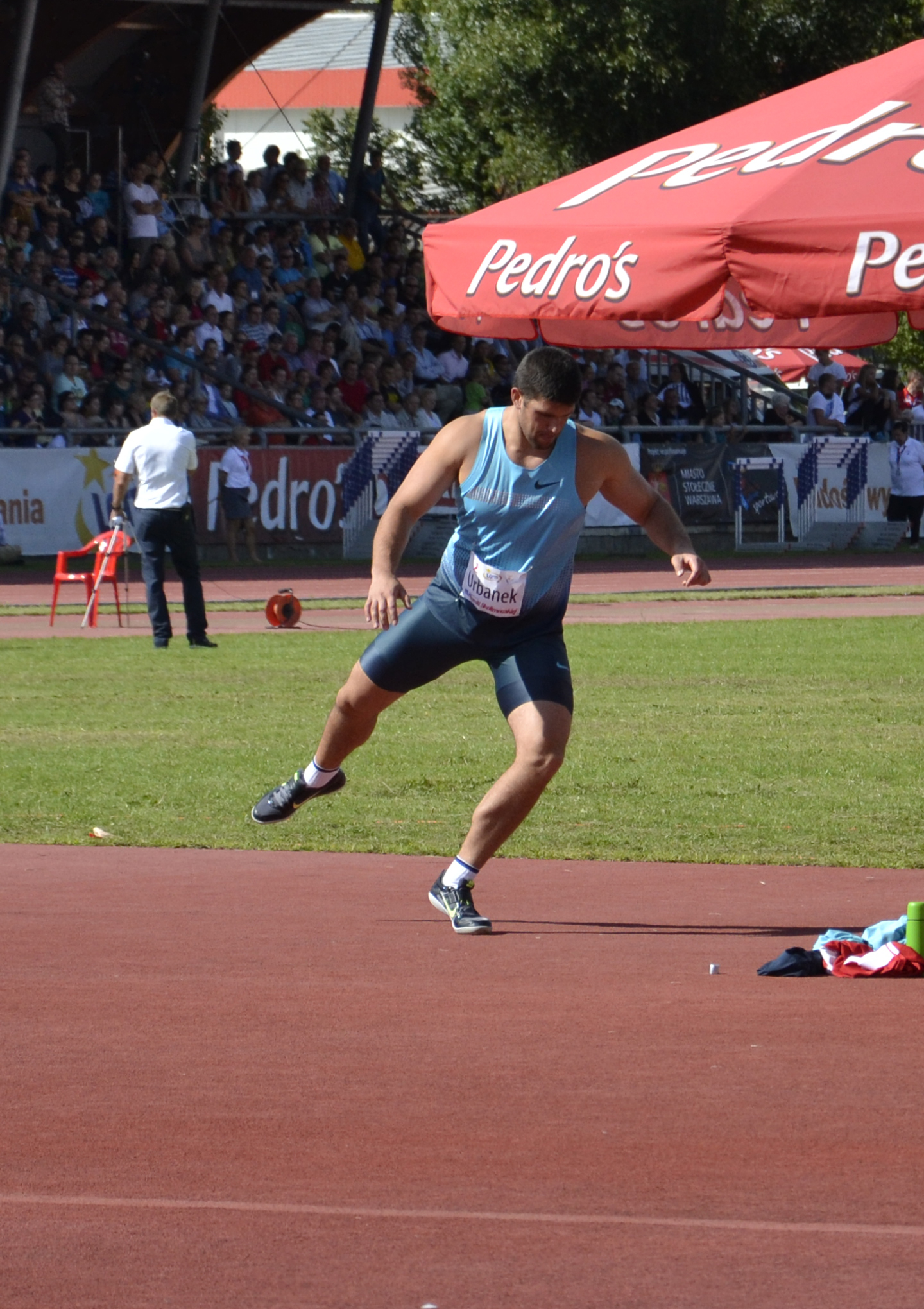
Robert Urbanek – 61,76 m
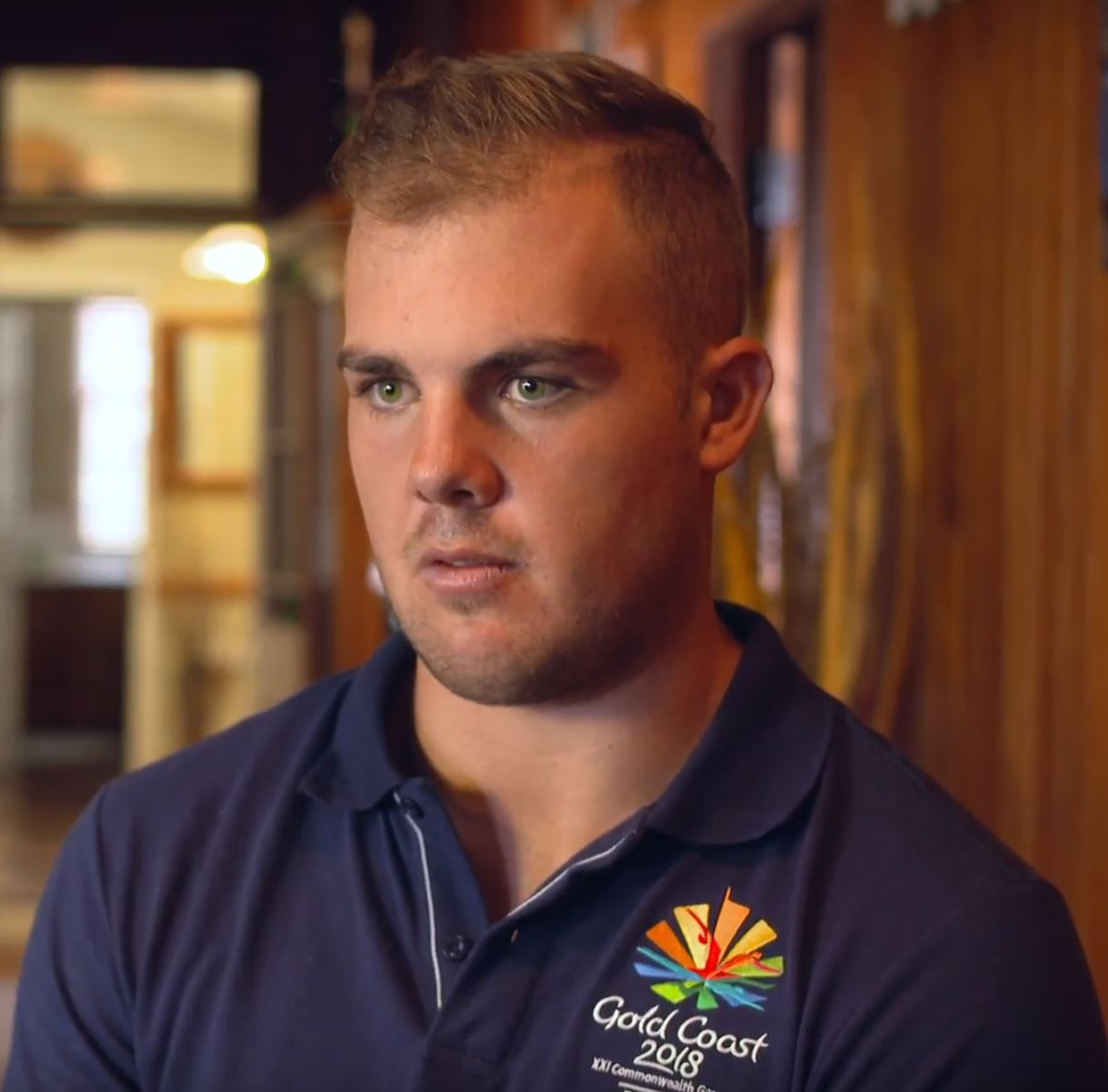
Matthew Denny – 61,16 m
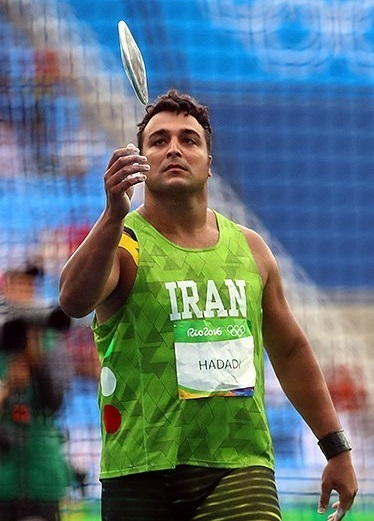
Ehsan Hadadi – 60,15 m
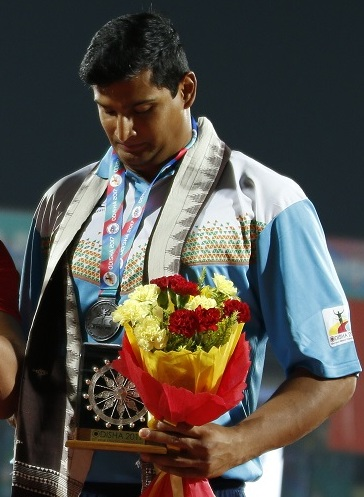
Vikas Gowda – 58,99 m

## Finale
13. August 2016, 10.50 Uhr
| Platz | Name                | Nation      | 1. Versuch | 2. Versuch | 3. Versuch | 4. Versuch                             | 5. Versuch                             | 6. Versuch                             | Weite (m) |
| ----- | ------------------- | ----------- | ---------- | ---------- | ---------- | -------------------------------------- | -------------------------------------- | -------------------------------------- | --------- |
| 1     | Christoph Harting   | Deutschland | 62,38      | 66,34      | x          | x                                      | 64,77                                  | 68,37                                  | 68,37     |
| 2     | Piotr Małachowski   | Polen       | 67,32      | 67,06      | 67,55      | x                                      | 65,51                                  | 65,38                                  | 67,55     |
| 3     | Daniel Jasinski     | Deutschland | 65,77      | x          | 66,08      | 64,83                                  | 63,31                                  | 67,05                                  | 67,05     |
| 4     | Martin Kupper       | Estland     | 64,47      | x          | 62,88      | x                                      | x                                      | 66,58                                  | 66,58     |
| 5     | Gerd Kanter         | Estland     | 65,10      | 63,01      | 64,45      | 64,45                                  | x                                      | x                                      | 65,10     |
| 6     | Lukas Weißhaidinger | Österreich  | 62,14      | 62,44      | 61,81      | x                                      | x                                      | 64,95                                  | 64,95     |
| 7     | Zoltán Kővágó       | Ungarn      | 64,50      | X          | 62,98      | x                                      | x                                      | x                                      | 64,50     |
| 8     | Apostolos Parellis  | Zypern      | 61,00      | 60,82      | 63,72      | x                                      | 63,49                                  | 62,37                                  | 63,72     |
|       |                     |             |            |            |            |                                        |                                        |                                        |           |
| 9     | Philip Milanov      | Belgien     | 62,22      | x          | x          | nicht im Finale der besten acht Werfer | nicht im Finale der besten acht Werfer | nicht im Finale der besten acht Werfer | 62,22     |
| 10    | Axel Härstedt       | Schweden    | 54,77      | 62,12      | x          | nicht im Finale der besten acht Werfer | nicht im Finale der besten acht Werfer | nicht im Finale der besten acht Werfer | 62,12     |
| 11    | Mason Finley        | USA         | 60,43      | X          | 62,05      | nicht im Finale der besten acht Werfer | nicht im Finale der besten acht Werfer | nicht im Finale der besten acht Werfer | 62,05     |
| 12    | Andrius Gudžius     | Litauen     | 60,66      | 58,89      | x          | nicht im Finale der besten acht Werfer | nicht im Finale der besten acht Werfer | nicht im Finale der besten acht Werfer | 60,66     |

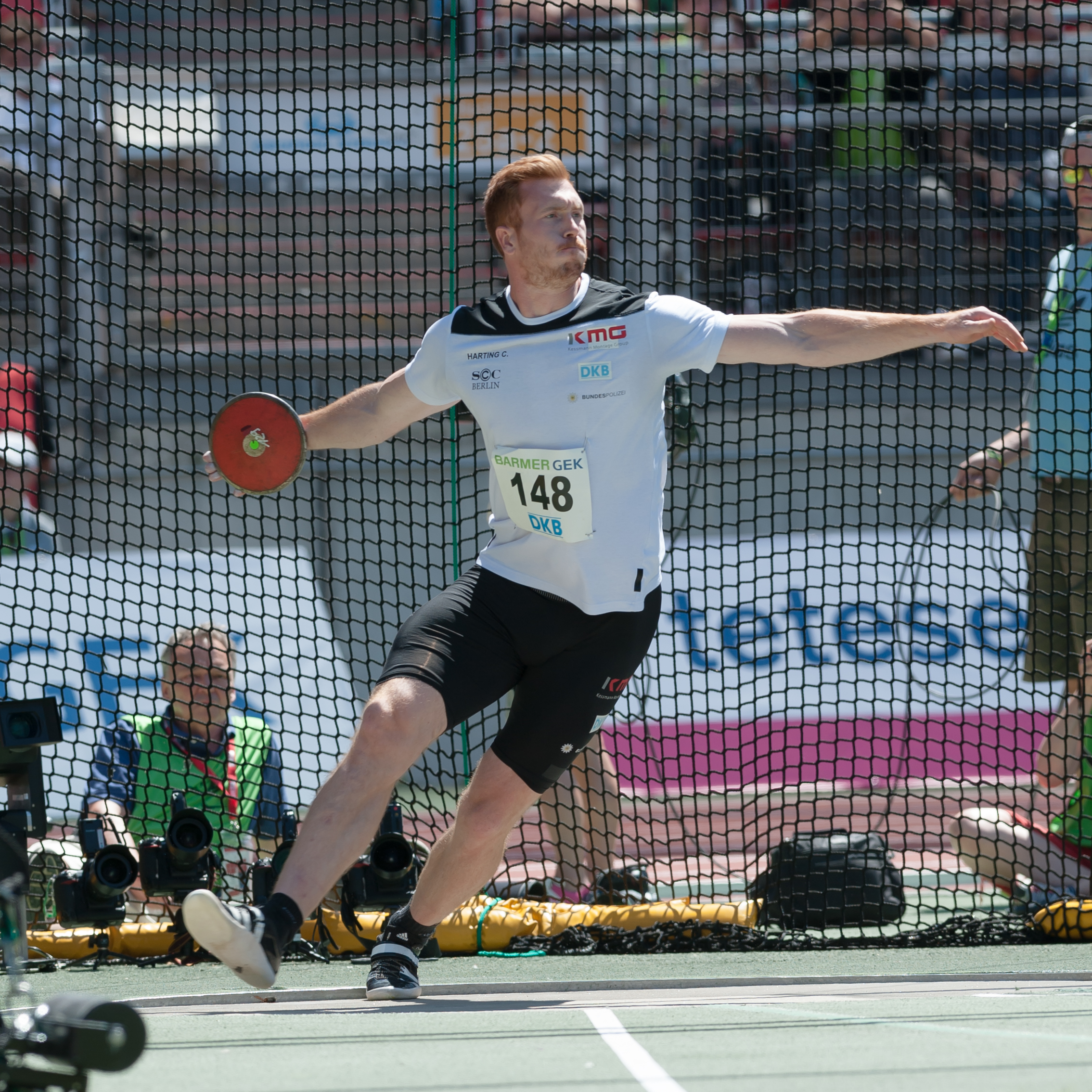
Christoph Harting – Nachfolger seines Bruders Robert als Olympiasieger

Für das Finale hatten sich zwölf Athleten qualifiziert, zwei von ihnen über die Qualifikationsweite, zehn weitere über ihre Platzierungen. Im Finale traten je zwei Deutsche und Esten sowie jeweils ein Teilnehmer aus Belgien, Litauen, Österreich, Polen, Schweden, Ungarn, den USA und Zypern an.
Jeder Teilnehmer hatte zunächst drei Versuche, die Weiten der Qualifikationsrunde wurden nicht gewertet. Den besten acht Athleten standen im Anschluss weitere drei Versuche zur Verfügung, die letzten Vier schieden aus.
Mehrere stark eingeschätzte Athleten waren in der Qualifikation ausgeschieden. So fehlte der Olympiasieger von 2012 Robert Harting im Finale ebenso wie der Silbermedaillengewinner von der Olympiasieger von 2008, Ehsan Hadadi aus dem Iran und der WM-Dritte von 2015 Robert Urbanek aus Polen. Als Favoriten blieben in erster Linie der polnische Weltmeister Piotr Małachowski und der Este Gerd Kanter, Olympiasieger von 2008, Olympiadritter von 2012 und WM-Vierter von 2015. Mit guten Aussichten auf eine vordere Platzierung trat der Belgier Philip Milanov als Vizeeuropameister und Vizeweltmeister an.
Die erste Finalrunde sah Małachowski mit 67,32 m vorne. Hinter ihm auf Platz zwei lag der Deutsche Daniel Jasinski mit 65,77 m, Kanter belegte mit 65,10 m Platz drei. Im zweiten Durchgang verdrängte der Deutsche Christoph Harting, Bruder des Olympiasiegers von 2012, Jasinski mit 66,34 m auf den dritten Platz, Kanter war jetzt Vierter. Im dritten Versuch steigerte sich Małachowski auf 67,55 m und baute so seine Führung weiter aus. Jasinski gelangen 66,08 m, er blieb damit jedoch Dritter hinter Harting.
Der letzte Durchgang hatte es noch einmal in sich. Zunächst schob sich Kanters Landsmann Martin Kupper auf Rang zwei, als er den Diskus auf 66,58 m brachte. Jasinski konterte mit 67,05 m und war nun hinter Małachowski Zweiter vor Kupper und Harting. Anschließend erzielte Christoph Harting mit 68,37 m eine neue persönliche Bestleistung und konnte den Olympiasieg feiern. Piotr Małachowski gewann die Silbermedaille, Bronze ging an Daniel Jasinski. Die beiden Esten Martin Kupper und Gerd Kanter belegten die Plätze vier und fünf, der Österreicher Lukas Weißhaidinger wurde Sechster.
Zu einem Eklat kam es bei der Siegerehrung dieser Disziplin. Olympiasieger Christoph Harting verhielt sich provozierend despektierlich, auch beim Abspielen der Nationalhymne. Das sorgte für erhebliche Irritationen und Unverständnis im Publikum, bei den anderen Sportlern und beim Deutschen Leichtathletik-Verband. Auch Hartings Äußerungen in der nachfolgenden Pressekonferenz machten die Sache nicht besser, es drohte ihm sogar ein juristisches Nachspiel. In einem ARD-Interview entschuldigte Harting sich allerdings später und konnte so die Wogen ein wenig glätten.

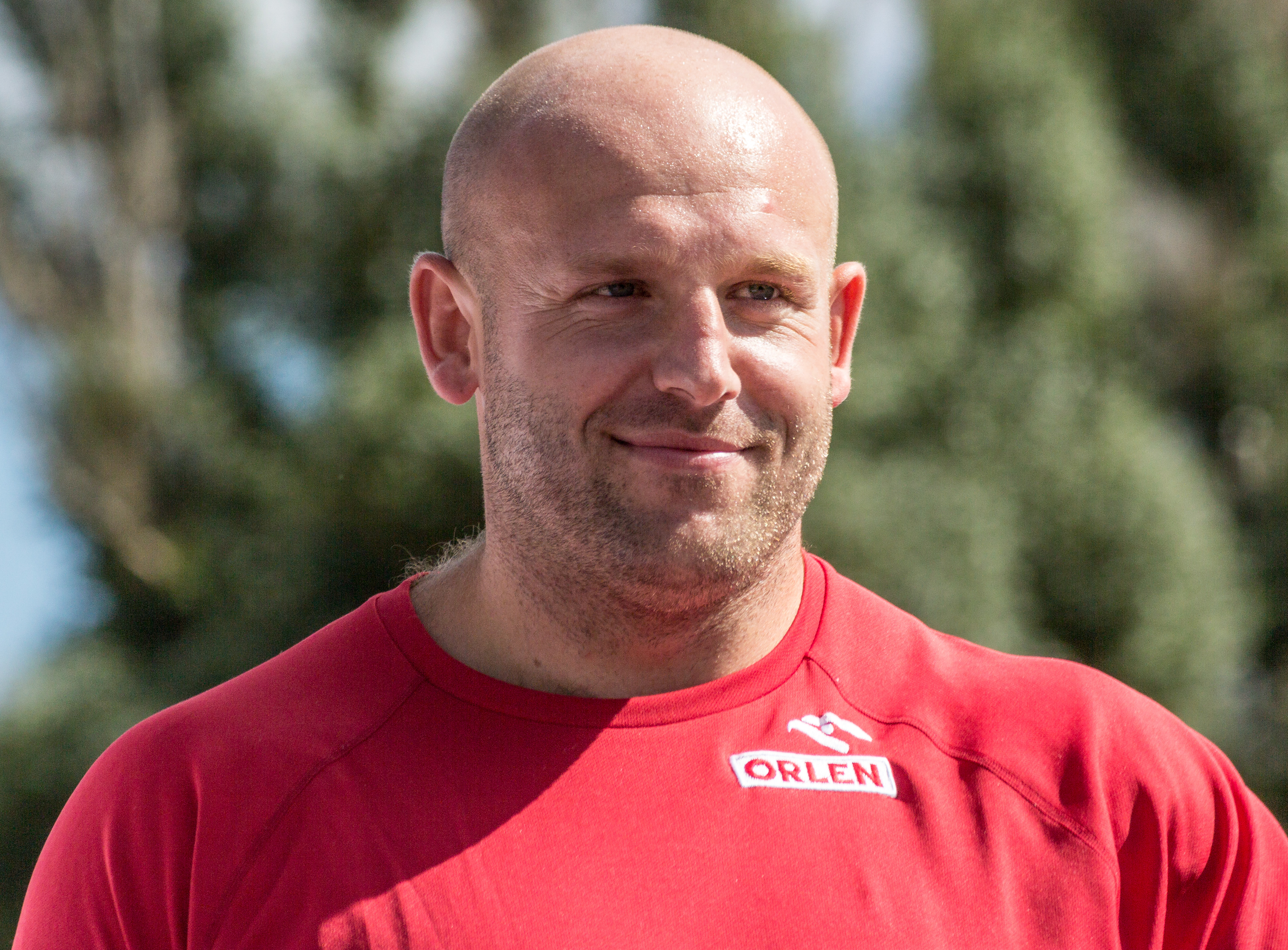
Silbermedaillengewinner Piotr Malachowski
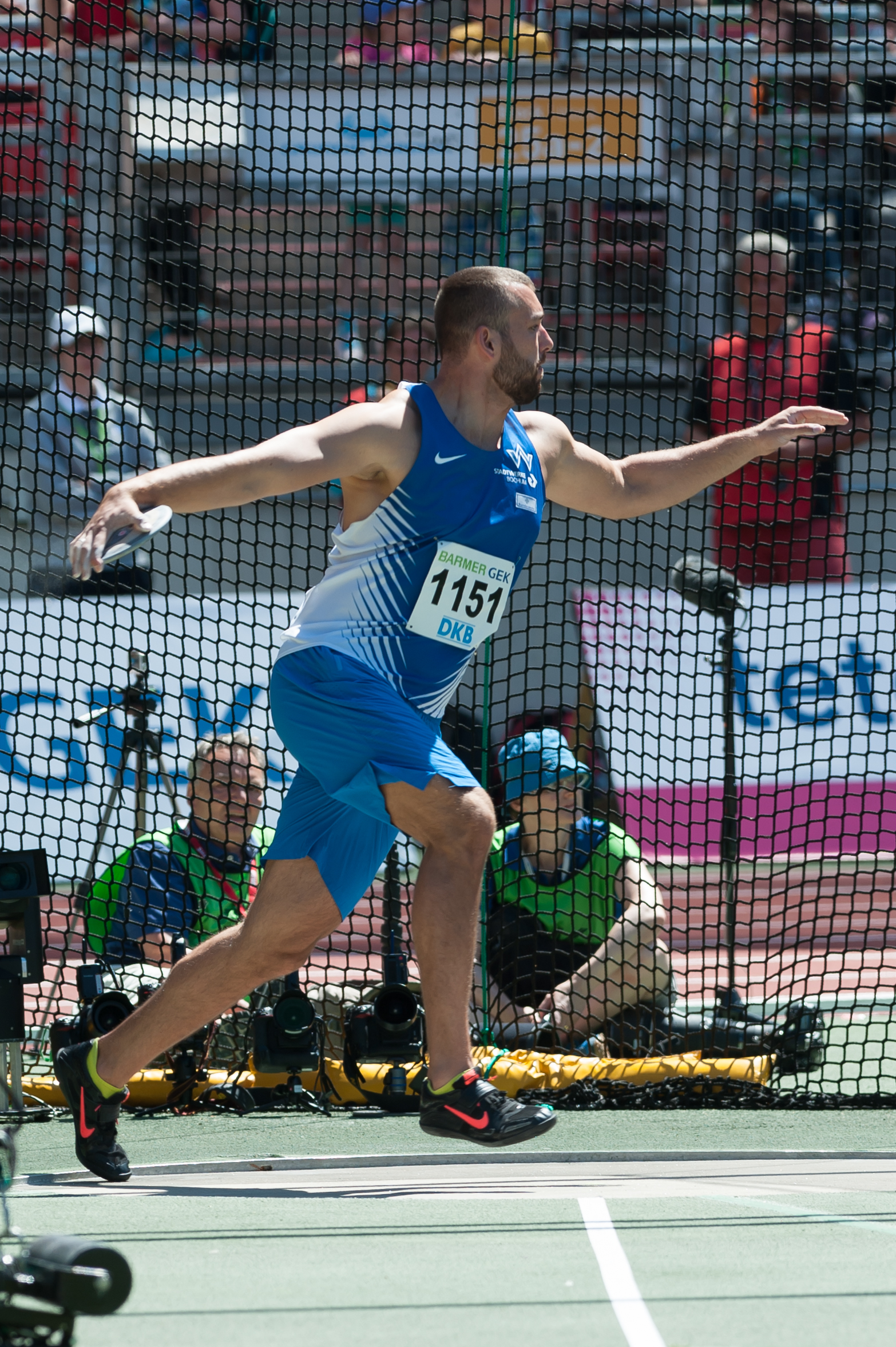
Bronzemedaillengewinner Daniel Jasinski
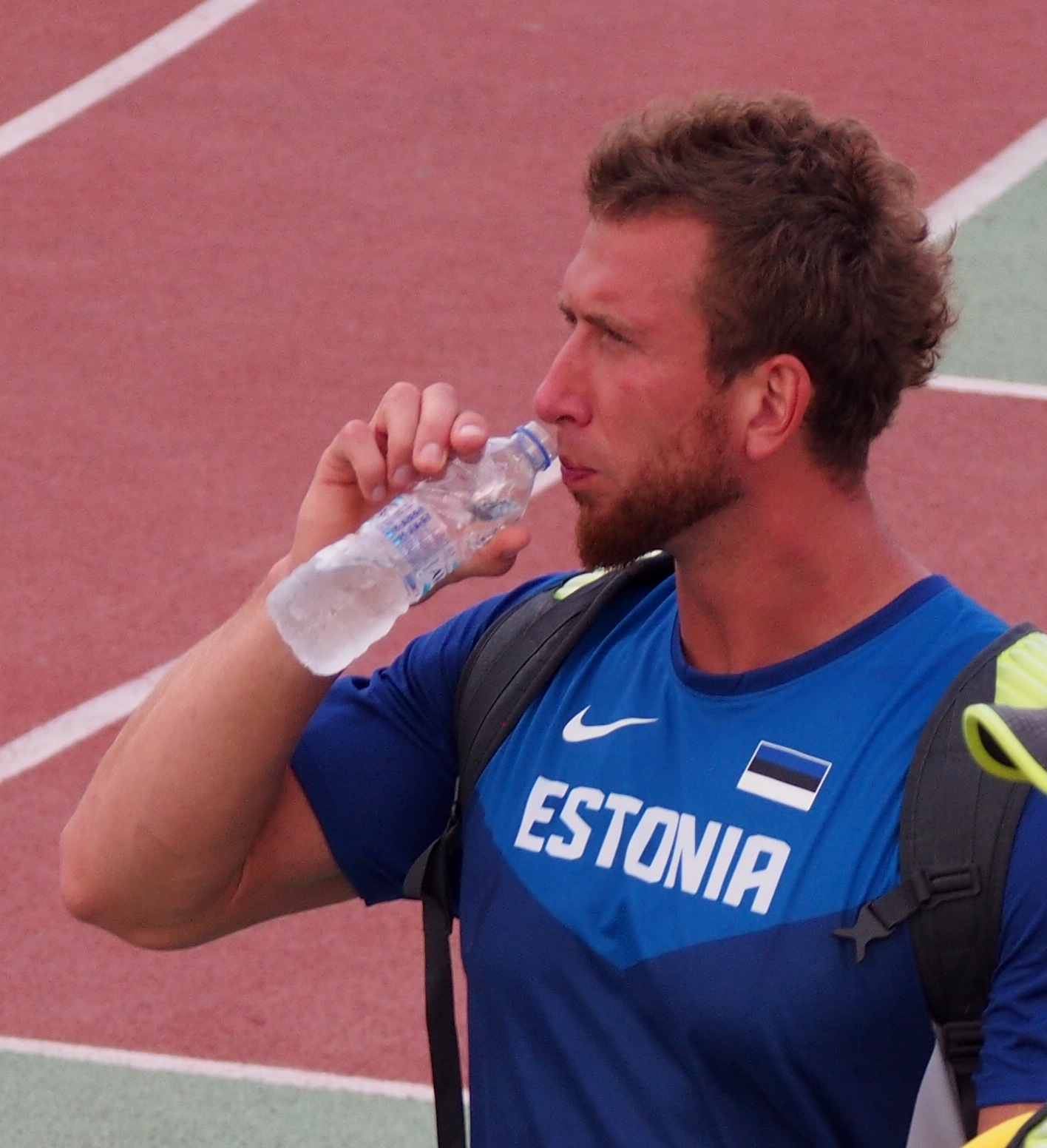
Martin Kupper – Olympiavierter
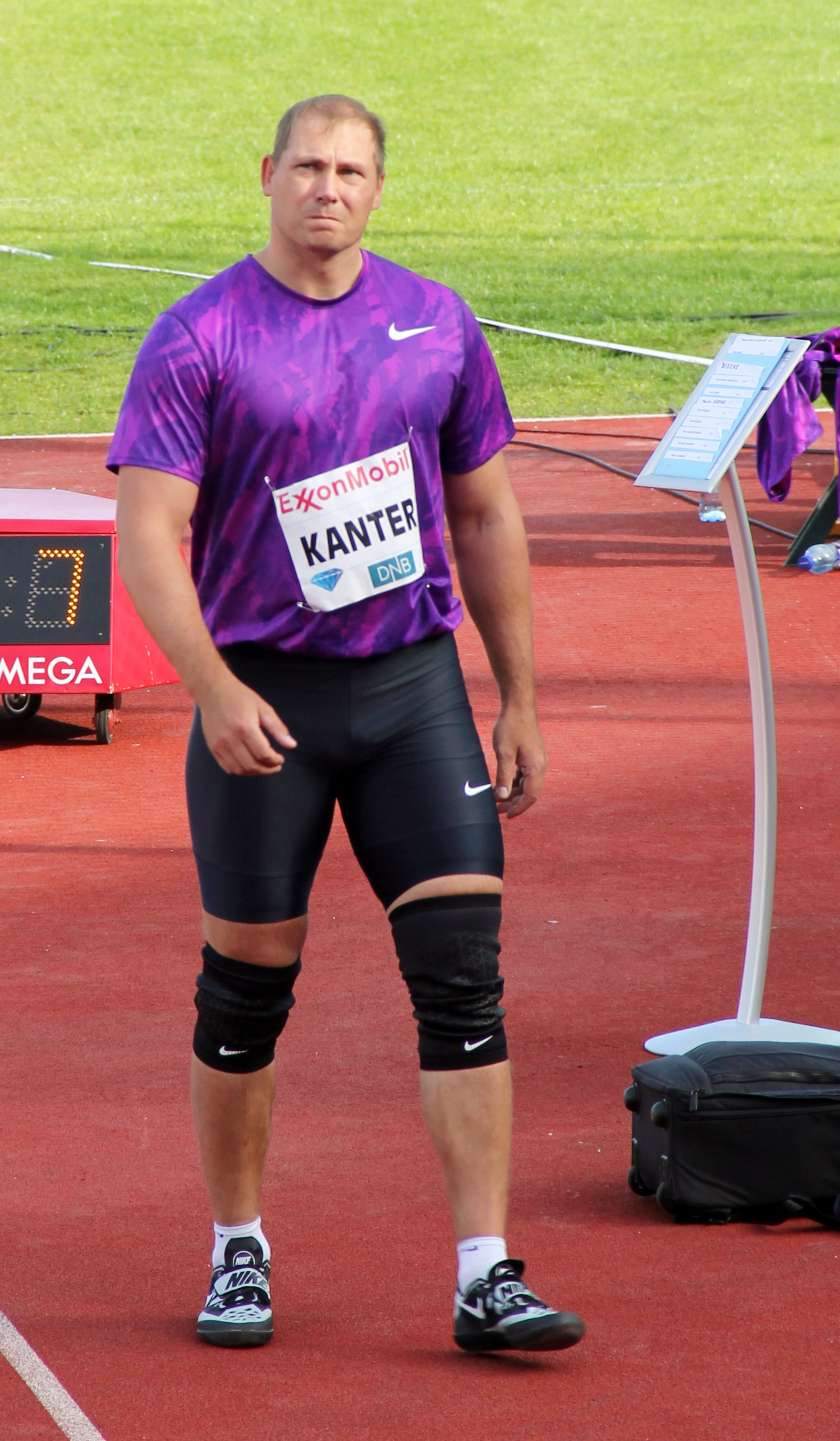
Gerd Kanter – Rang fünf
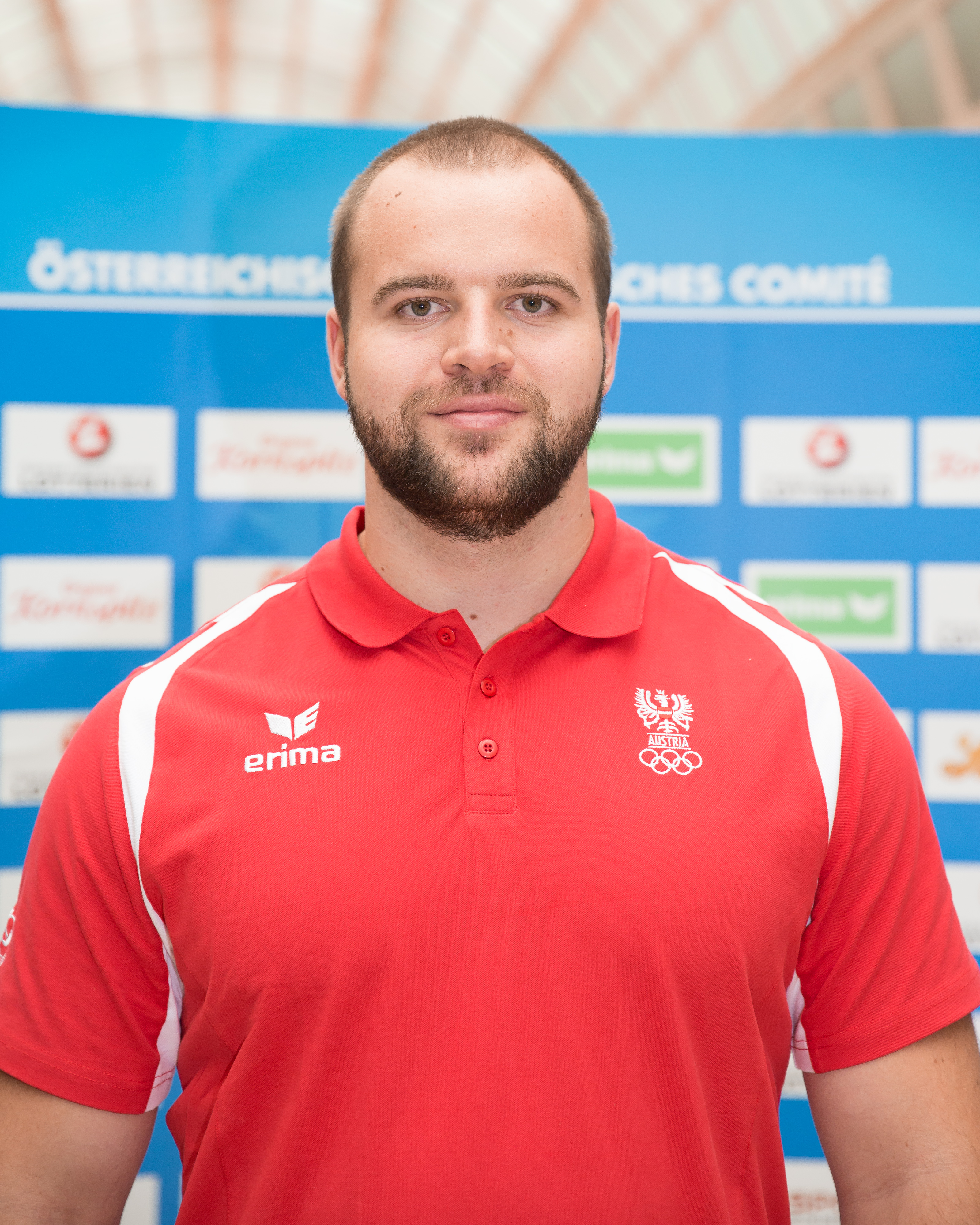
Lukas Weißhaidinger – Platz sechs
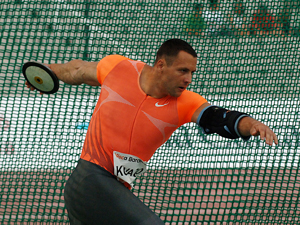
Zoltán Kővágó – Olympiasiebter
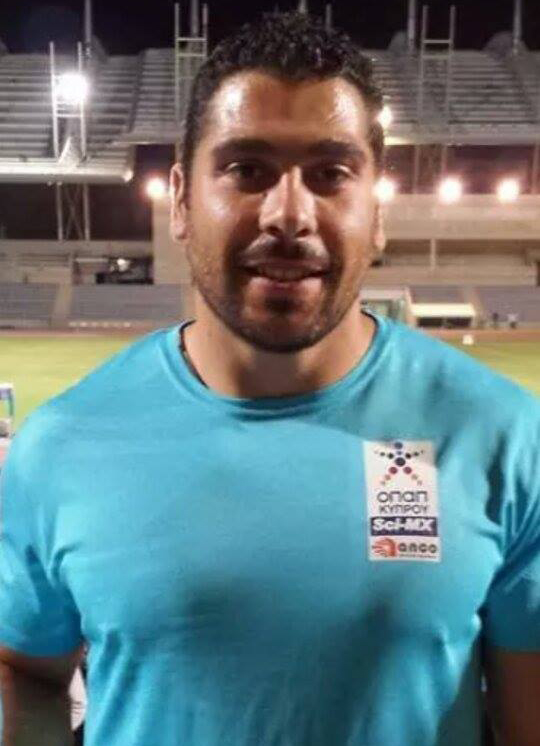
Parellis Apostolos – Rang acht
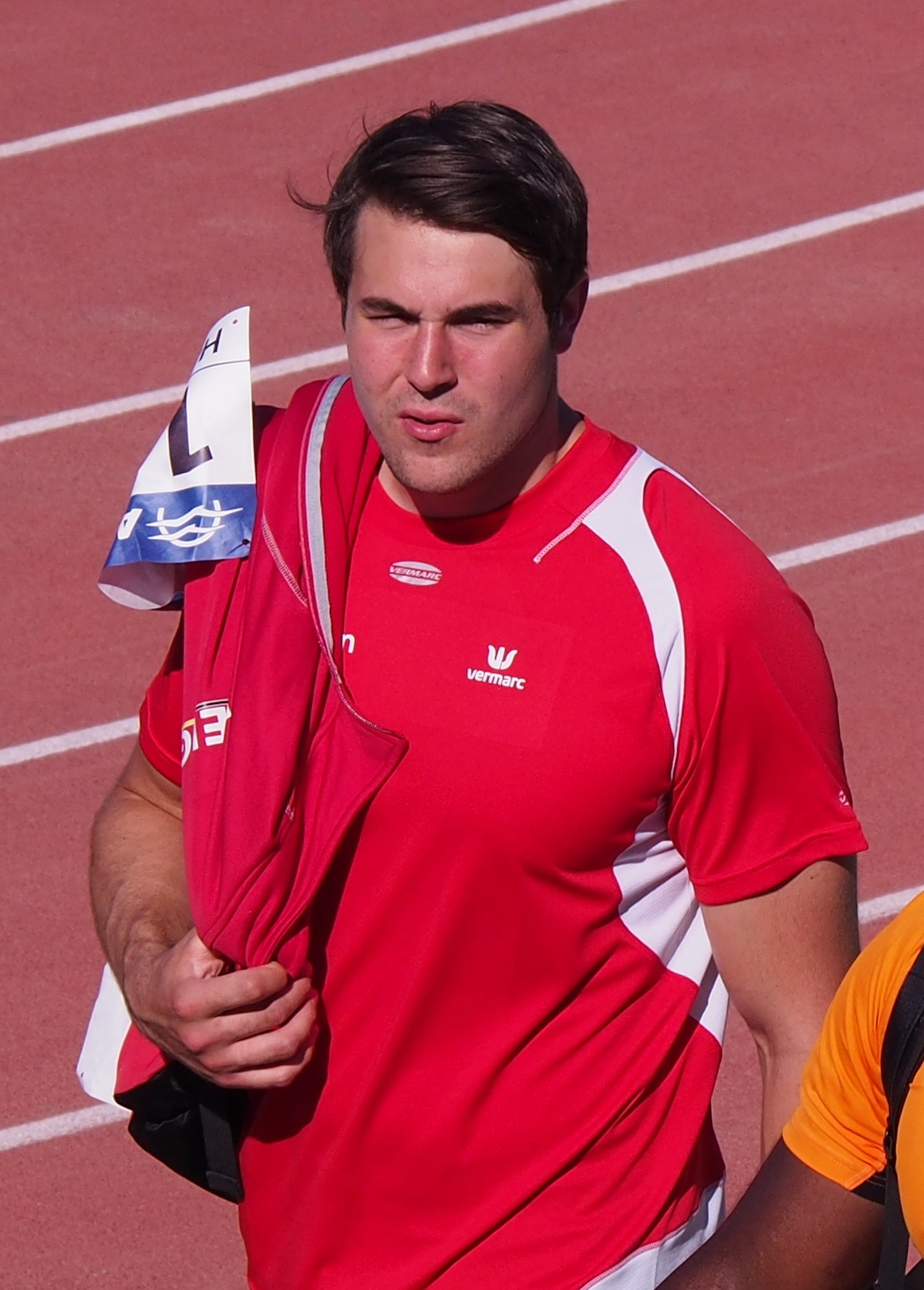
Philip Milanov – Platz neun
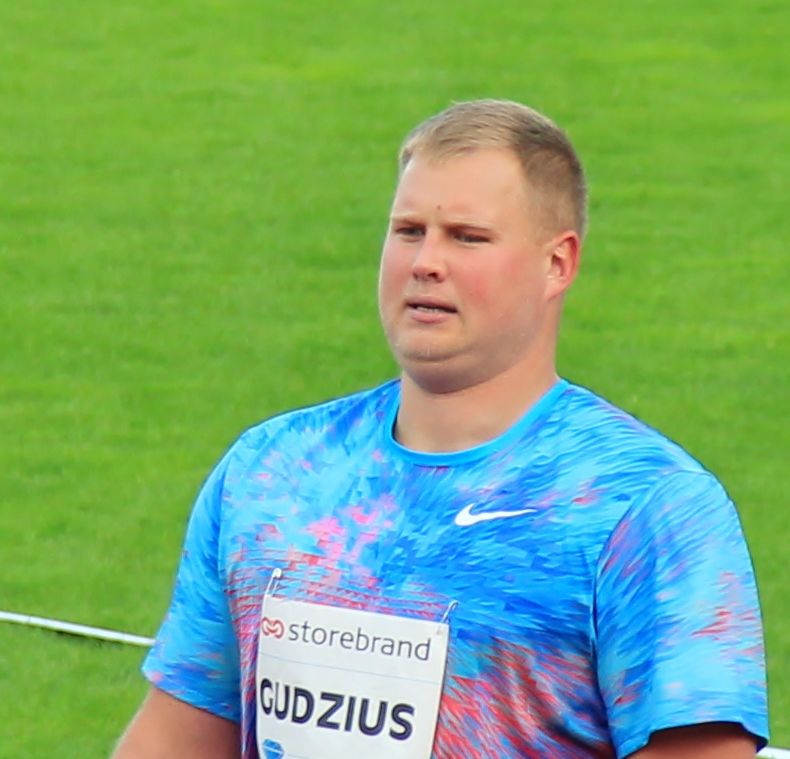
Andrius Gudžius – Olympiazwölfter

## Videolinks
- 2016 Rio Olympics Men's Discus Final, youtube.com, abgerufen am 4. Mai 2022
- Harting wins Discus gold, youtube.com, abgerufen am 4. Mai 2022